# Аристомаха (жена Дионисия)
Аристомаха (др.-греч. Ἀριστομάχη; V—IV века до н. э.) — жена тирана Сиракуз Дионисия Старшего, мать Гиппарина и Нисея, сестра и тёща Диона. Поддерживала брата во время внутреннего конфликта в Сиракузах. По одной из версий, была убита по приказу Гикета.

## Биография
Аристомаха принадлежала к сиракузской аристократии: её отцом был Гиппарин (стратег в 406 году до н. э.), братьями — Дион и Мегакл. Приблизительно в 398 году до н. э. Гиппарин выдал дочь за тирана Дионисия Старшего, чтобы скрепить союз с ним. Диодор Сицилийский сообщает, что Дионисий продемонстрировал уважение по отношению к своей невесте, послав за ней колесницу, запряжённую четвёркой белых коней; однако при этом тиран параллельно был женат на Дориде из италийских Локр. Клавдий Элиан и Плутарх уточняют даже, что два брака были заключены в один день. Марк Туллий Цицерон в трактате «Тускуланские беседы» рассказывает, что Дионисий приходил по ночам к обеим жёнам, но принимал меры предосторожности — «так, чтобы заранее всё осмотреть и разузнать».
Какое-то время Аристомаха оставалась бездетной, так что старшим из сыновей Дионисия стал сын Дориды, получивший отцовское имя. Позже Аристомаха родила мужу четырёх детей — двух сыновей и двух дочерей. Это были Гиппарин, Нисей, Арета и Софросина. Последняя стала женой своего единокровного брата Дионисия Младшего; Арету отец выдал за своего брата Феарида, а потом — за брата Аристомахи Диона. После смерти Дионисия Старшего в 367 году до н. э. внутри семьи начались конфликты. Диону пришлось уехать в изгнание, но позже (в 357 году до н. э.) он вернулся с армией и осадил Дионисия Младшего в Ортигии. В числе осаждённых были и Аристомаха с Аретой; в одном из отправленных Диону писем тиран пригрозил, что расправится с ними, а также с сыном Ареты Гиппарином, но осада несмотря на это продолжилась. В 355 году до н. э., когда Ортигия капитулировала, Аристомаха снова встретилась со своим братом и зятем в одном лице. Именно она объяснила Диону, что Арету, вышедшую замуж во второй раз (за Тимократа), принудили к этому браку.
После этих событий Дион встал во главе Сиракуз, а Аристомаха заняла видное место в его окружении. В 354 году до н. э. она вдвоём с дочерью раскрыла заговор Каллиппа, готовившего убийство Диона. Под давлением Аристомахи и Ареты Каллипп поклялся, что не нанесёт правителю вреда, но нарушил клятву. Дион был убит, его сестру и жену бросили в тюрьму; там Арета родила ребёнка, которого две женщины выкормили вдвоём. После свержения Каллиппа узники получили свободу. Сначала их приютил у себя дома Гикет, один из друзей Диона, а позже они отправились в Пелопоннес, но в пути погибли. Плутарх пишет, что Гикет подкупил экипаж корабля, и женщин бросили в море. Антиковед Гельмут Берве в связи с этим отмечает, что сохранившаяся информация о Гикете восходит к «тираноборческому преданию», и относиться к ней надо с осторожностью.